# Rodrigo Arciero
Rodrigo Sebastián Arciero (Ushuaia, Tierra del Fuego, Argentina; 12 de marzo de 1993) es un futbolista profesional argentino que se desempeña como lateral en Excursionistas de la Primera B de Argentina.

## Trayectoria
Rodrigo Arciero nació en Ushuaia y realizó su carrera de inferiores en Boca Juniors y en la CAI. Debutó en primera división con All Boys el 17 de abril de 2014, en el empate 1-1 frente a Arsenal por la fecha 14 del Torneo Final 2014. Compitió en los torneos de Primera División y Nacional B. 
Para la temporada 2016 de la B Nacional fue transferido a Talleres de Córdoba.
Tras ascender a la Primera División con el equipo cordobés, Arciero pasó a Independiente Rivadavia (Mza.). En el equipo mendocino fue una pieza clave de la defensa, consiguiendo el valioso objetivo de mantener a su equipo en la Nacional B e incluso ubicarlo entre los primeros puestos de la tabla.
Tras ese gran paso por la "lepra" mendocina, Patronato lo contrató para afrontar el Campeonato de Primera División 2017-18 (Argentina)
Concluido su contrato en Patronato, llegó a Club Banfield para disputar la Superliga y la Copa Sudamericana.
En enero de 2022 el defensor firmó contrato por dos años con el club finlandés FC Inter Turku.
En noviembre de 2023 concordó su llegada al Club Deportivo Morón, de la Segunda División  del fútbol argentino por un año.

## Clubes
| Club                    | País      | Año       | PJ | Goles |
| ----------------------- | --------- | --------- | -- | ----- |
| All Boys                | Argentina | 2013-2015 | 54 | 15    |
| Talleres                | Argentina | 2016      | 2  | 0     |
| Independiente Rivadavia | Argentina | 2016-2017 | 37 | 0     |
| Patronato               | Argentina | 2017-2018 | 13 | 0     |
| Banfield                | Argentina | 2018-2020 | 27 | 0     |
| SJK Seinäjoki           | Finlandia | 2021-2022 | 26 | 0     |
| FC Inter Turku          | Finlandia | 2022-Act. | 39 | 0     |